# Magné (Vienne)
Magné ist eine französische Gemeinde mit 672 Einwohnern (Stand: 1. Januar 2022) im Département Vienne in der Region Nouvelle-Aquitaine (vor 2016: Poitou-Charentes). Sie gehört zum Arrondissement Montmorillon und zum Kanton Civray (bis 2015: Kanton Gençay). Die Einwohner werden Magnéens genannt.

## Geographie
Magné liegt etwa 29 Kilometer südlich von Poitiers. Umgeben wird Magné von den Nachbargemeinden Marnay im Norden und Nordwesten, Gençay im Norden, Brion im Osten, La Ferrière-Airoux im Süden und Südosten sowie Champagné-Saint-Hilaire im Westen und Südwesten.

## Bevölkerungsentwicklung
| Jahr                      | 1962 | 1968 | 1975 | 1982 | 1990 | 1999 | 2006 | 2013 |
| Einwohner                 | 630  | 600  | 528  | 460  | 510  | 504  | 611  | 660  |
| Quelle: Cassini und INSEE |      |      |      |      |      |      |      |      |

## Sehenswürdigkeiten
Siehe auch: Liste der Monuments historiques in Magné (Vienne)
- Kirche Saint-Médard aus dem 17. Jahrhundert, Monument historique seit 1952
- Schloss La Roche aus dem 17./18. Jahrhundert, Monument historique seit 1981
- Park an dem Bach La Belle

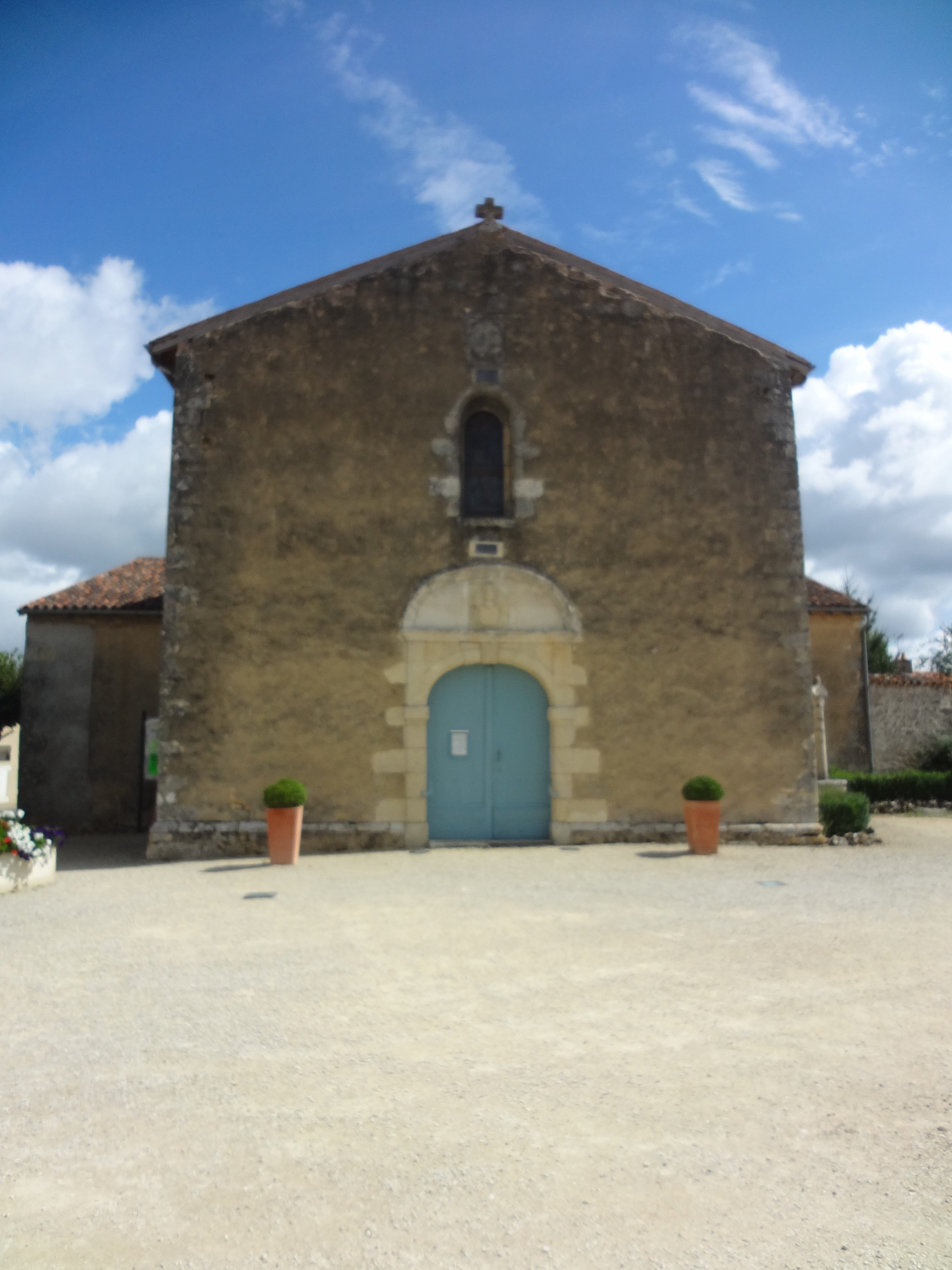
Kirche Saint-Médard
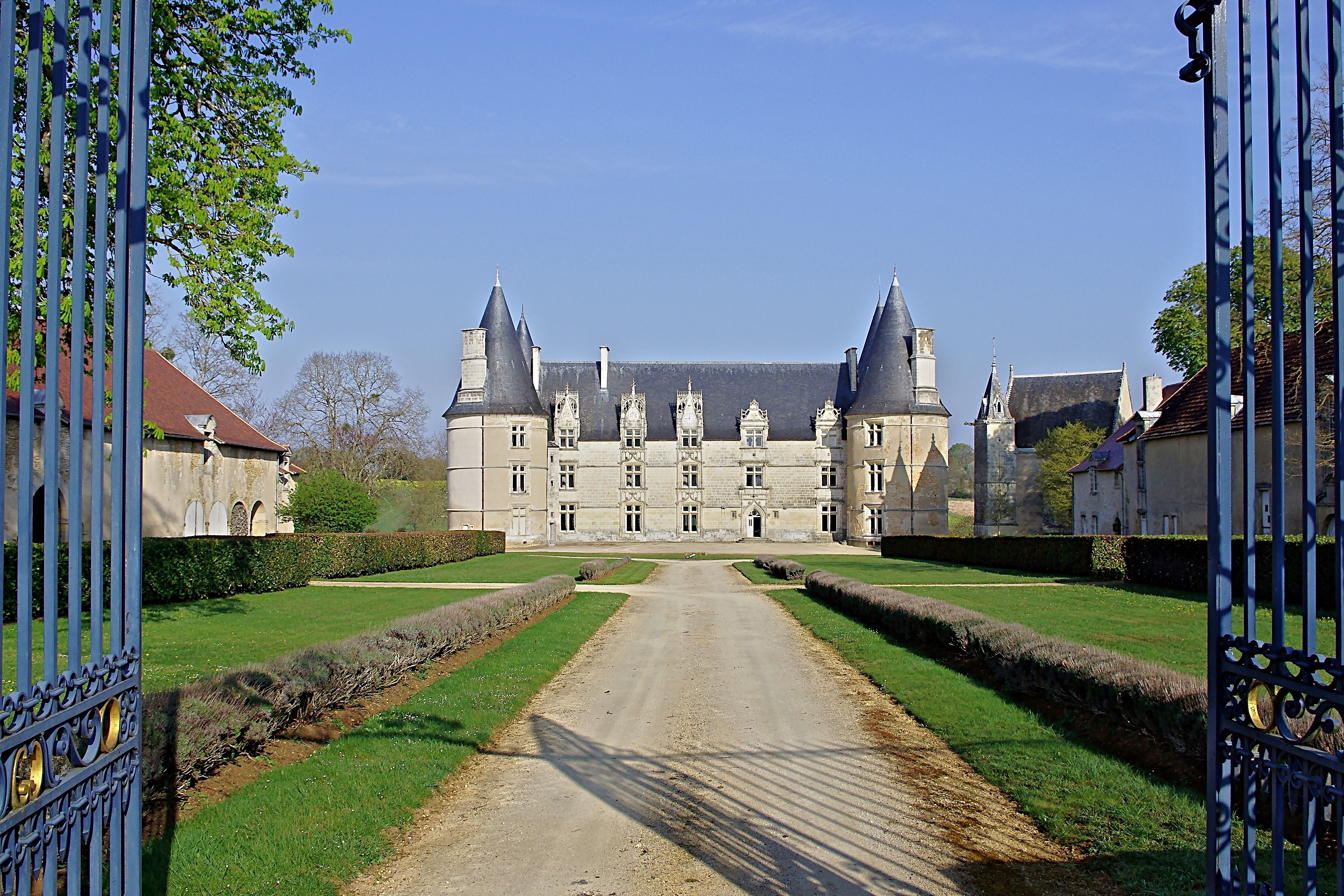
Schloss La Roche

## Persönlichkeiten
- Camille-Albert de Briey (1826–1888), Bischof von Saint-Dié (1876–1888), hier geboren
- Géraud Michel de Pierredon (1916–2006), Funktionär des Malteserordens